# Vietnamizacija konflikta
Vietnamizacija označuje doktrino ameriškega predsednika Richarda Nixona iz časa vietnamske vojne,  po kateri bi se ameriške sile postopno umikale iz Vietnama, obrambo Južnega Vietnama pa bi prepustili Vietnamcem. Obenem bi Južnemu Vietnamu pošiljali moderno orožje, opremo, svetovalce in denarno pomoč, s čimer bi nadomestili odhod svojih vojakov.
Prvi ameriški vojaki so iz Vietnama začeli odhajati konecc leta 1969, predstavljena je bila tudi možnost popolnega umika do leta 1973. Južnovietnamske sile, okrepljene z ameriškim orožjem in opremo, so leta 1971 izvedle napade na severnovietnamsko zaledje v Kambodži in Laosu, pri čemer so naletele na močan odpor in utrpele velike izgube. Zaradi tega je precej strokovnjakov močno podvomilo v obrambno sposobnost Južnega Vietnama, vendar se je ameriški umik vseeno nadaljeval.  
Po pogajanjih v Parizu je bila dogovorjena prekinitev ognja, kjer so se Američani zavezali za prekinitev vojaških akcij, prenehanje pomoči Južnemu Vietnamu in postopen umik svojih sil iz Južnega Vietnama. Odhod Američanov je tako pomenil tudi konec vietnamizacije.